# 阿薩德政權垮台

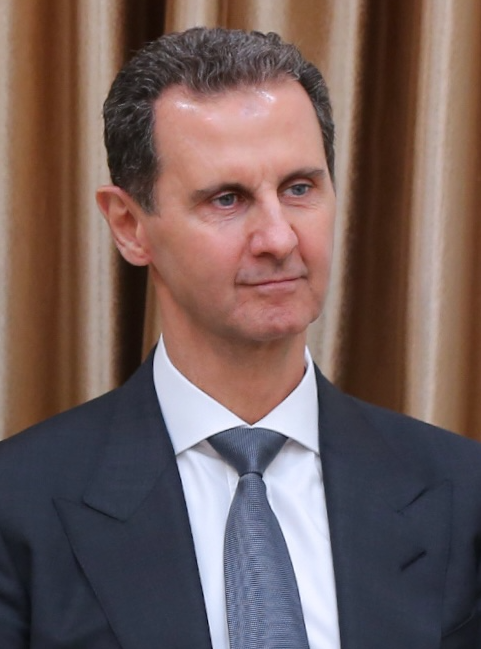
2024年5月的巴沙爾·阿薩德，攝於他被推翻的7個月前

2024年12月，在敘利亞反對派勢力的強烈攻勢下，巴沙爾·阿薩德的敘利亞復興黨政權開始土崩瓦解。12月8日，大馬士革陷落，阿薩德家族自1970年哈菲茲·阿薩德发动政变上台以來计54年的家族獨裁統治就此終結。
在南方作戰室向大馬士革進逼並尋找總統阿薩德的同時，有報導稱阿薩德已乘飛機逃離首都，前往不明地點。其後敘利亞反對派在國營電視台上宣告成功推翻阿薩德政權，而俄羅斯外交部則宣佈阿薩德已辭職並離開敘利亞。

## 背景
阿薩德家族自哈菲茲·阿薩德於1971年在敘利亞復興黨領導下成為總統以來，一直统治敘利亞。他在2000年6月死亡後，由其子巴沙爾·阿薩德接班。
阿薩德政權以官僚體系和前所未有的個人崇拜為特色。在學校、市場和政府機構中，到處可見他的圖像、肖像和讚美之詞；在阿薩德主義的官方意識形態中，他被尊稱為「永恆的領袖」和「神聖者」。他將社會軍事化，強調外部勢力與內部叛徒聯手的陰謀論，把軍隊塑造成公共生活的主軸。
自1970年哈菲茲·阿薩德奪權後，國家宣傳開始推動一種新型的國家認同，旨在以“新復興黨主義”，或稱之為「阿薩德主義」來團結全國。對阿薩德忠心耿耿的準軍事組織沙比哈（鬼魂）通過如「沒有真主，只有巴沙爾！」這樣的口號崇拜阿薩德政權，並對不服從者進行心理恐嚇。
哈菲茲·阿薩德死後，他的兒子巴沙爾·阿薩德繼承個人崇拜，被復興黨讚譽為「年輕領袖」和「人民的希望」。官方將阿薩德家族宣傳成神聖的存在，並將他們尊為現代敘利亞的奠基人。

#### 罪行
2011年，隨著阿拉伯之春示威者在敘利亞革命期間遭到鎮壓，美國、歐盟及阿拉伯聯盟大部分國家要求阿薩德下台，導致敘利亞內戰的爆發。內戰已造成約580000人喪生，其中至少306000人為非戰鬥人員。根據敘利亞人權網絡的數據，支持阿薩德的部隊導致超過90%的平民死亡。在內戰期間，阿薩德政府被指控犯下眾多戰爭罪行，其軍隊敘利亞武裝部隊還多次使用化學武器。最嚴重的化武襲擊發生於2013年8月21日在古塔的沙林毒氣攻擊，死亡人數在至少281人（法國情報機構來源）至1729人（自由敘利亞軍來源）之間。
2013年12月，聯合國人權事務高級專員納維·皮萊指出一項調查結果，顯示阿薩德參與戰爭罪行。後續由禁止化學武器組織—聯合國調查機制和禁止化學武器組織—聯合國調查鑑定小組的調查確定阿薩德政府對2017年汗謝洪化學武器襲擊事件和2018年杜馬化學襲擊事件負責。2023年11月15日，法國因阿薩德使用化學武器對平民發佈逮捕令。阿薩德堅決否認這些指控，並指控外國勢力，尤其是美國，企圖推翻其政權。

## 過程

### 軍事失敗

2024年敘利亞反對派攻勢地圖

2024年12月7日，反對派在經過24小時的激烈戰鬥後完全奪取了霍姆斯市。政府軍防線迅速瓦解，安全部隊在撤退時焚毀敏感文件。反對派控制關鍵的交通要道，特別是連接大馬士革與阿拉維派沿海地區的高速公路，那裡是阿薩德的支持基礎及俄軍設施所在。
與阿薩德結盟的真主黨部隊從古賽爾區撤退，帶走150輛裝甲車和數百名戰士。因為俄羅斯專注於烏克蘭戰事而減少對敘利亞的參與，再加上真主黨同時在與以色列對抗，這些因素使阿薩德政權勢力大為削弱。
霍姆斯被反對派奪下後，民眾走上街頭慶祝，高呼「阿薩德已走，霍姆斯自由了」和「敘利亞萬歲，打倒巴沙爾·阿薩德」，推倒阿薩德的雕像等政權象徵，反對派士兵則以鳴槍慶祝勝利。
12月7日，敘利亞反對派宣佈他們在奪取附近城鎮後開始包圍大馬士革，反對派指揮官哈桑·阿卜杜勒·加尼表示：「我們的部隊已開始實施包圍首都大馬士革的最後階段。」反對派在奪取距離大馬士革南部入口20（12英里）的塞奈邁因後開始包圍首都。到晚上時，親政府部隊已撤離大馬士革郊區的城鎮，包括賈拉馬納、蓋泰納、穆阿達米亞特沙姆、德拉雅、基斯沃、杜邁爾、德拉和梅澤赫空軍基地附近的地點。
軍方通過國家媒體試圖穩定局勢，呼籲民眾不要相信破壞性謠言，並保證會繼續保護國家，但實際能力顯得捉襟見肘。反對派偵察隊滲透進首都，在各戰略點建立據點，搜尋阿薩德總統的特別行動小組尚未找到他的蹤跡。

### 政權瓦解
賈拉馬納的主廣場上，民眾推倒哈菲茲·阿薩德的雕像。據報導稱，當晚政府軍從發生大規模抗議的郊區撤退。
在大馬士革，阿薩德政權高級官員與反對派談判，討論可能的投誠。伊朗官員雖然否認阿薩德出逃的傳聞，但阿薩德在首都的動向依然成謎。在反對派進入後，阿薩德的總統衛隊不再守衛他的常駐地。截至2024年12月7日傍晚，反對派尚未掌握阿薩德的確切位置，並試圖尋找他。
反對派輕鬆進入大馬士革，因為城市各地缺乏軍事守衛，政府防線迅速瓦解。他們佔領多個地區，敘利亞人權觀察組織證實，反對派奪取包括廣播電視總局大樓和大馬士革國際機場在內的重要設施。控制了主要交通道路和戰略要地，尤其是梅澤赫。
截至2024年12月8日，政府軍只控制著拉塔基亞和塔爾圖斯兩個省會城市。敘利亞反對派已进入拉塔基亚省和塔尔图斯省，不過敘反對派與俄羅斯達成協議，暫不進攻俄在這兩個省份的军事基地。

### 阿薩德逃亡
在12月8日清晨，據兩名高級敘利亞軍官透露，隨著大馬士革安全情況急劇惡化，總統阿薩德據報乘私人飛機離開首都。與此同時，當地居民聽到全城響起的「真主至大」的呼喊和激烈的槍聲。高級軍官後來證實阿薩德從大馬士革國際機場離開，之後該機場的政府軍被撤離。敘利亞人權觀察的拉米·阿卜杜勒·拉赫曼表示，巴沙爾·阿薩德已「經大馬士革國際機場離開敘利亞」。阿薩德後來表示，自己當天從大馬士革來到位于叙利亚西北部的俄军基地，但该基地受到无人机的猛烈攻击，在俄方的要求下，他被迫逃亡俄羅斯。他本人並不想離開敘利亞，甚至不想辭職。
敘利亞第一夫人阿斯瑪·阿薩德大約在反對派開始向大馬士革推進前一週，就與他們的三個孩子一起逃亡俄羅斯。有報導稱，阿薩德的家族成員，包括他姐姐的親戚，也逃往阿拉伯聯合酋長國。在反對派進軍的前幾天，埃及和約旦官員據稱曾建議巴沙爾·阿薩德離開國家成立流亡政府，但埃及外交部與約旦駐敘利亞大使館否認這些說法。
在阿薩德家族成員離開後，影片顯示人們進入並參觀阿薩德在馬里奇的空宅，這些影片在網上廣為流傳。

### 政治過渡
沙姆解放組織領袖阿布·穆罕默德·朱拉尼在Telegram上聲明，敘利亞的公共機構不會馬上交由其軍事力量管控，而是會由敘利亞總理穆罕默德·加齊·賈拉利暫時管理，直到政治過渡完成。賈拉利在一段社交媒體影片中表示，他打算留在大馬士革與人民合作，並希望敘利亞能成為「一個正常的國家」，開始與其他國家進行外交活動。

### 賽德納亞監獄
12月8日，沙姆解放組織在社交媒體X上宣布，從大馬士革以北27公里的賽德納亞市裡惡名昭彰的賽德納亞監獄釋放所有政治犯。該監獄是敘利亞最大的拘留設施之一，其中有人被關超過30年，也發現了3歲的囚犯，這被視為對過去人權侵害的象徵性勝利，也是阿薩德政權不義的終結。
12月9日，數千人獲釋。其中約旦籍人士Osama Bashir從1986年（18歲）時被非法關押38年；12月10日，56歲的他被釋放，隨即回到家鄉約旦伊爾比德，黎巴嫩籍人士Suheil Hamawi在1992年時被綁架至敘利亞監禁，2024年12月9日，61歲的他被釋放，回到家鄉黎巴嫩Chekka，並見到他的家人。

## 分析
戰略與國際研究中心中東計劃的高級研究員娜塔莎·霍爾指出，阿薩德政權的垮台是由於其傳統盟友的衰弱，俄羅斯忙於烏克蘭戰爭，伊朗則受困於地區問題。她還認為，敘利亞經濟的嚴重惡化，約90%的人口生活貧困，許多人依賴於難民營，也削弱了對政權的支持。
國際危機組織的高級分析師傑羅姆·德雷文表示，由於反對派聯盟的組成複雜，敘利亞反對派要建立一個新的治理體系將會「極其困難」，他指出雖然「一些團體組織得更好，更有結構」，但其他團體則是「地方性組織」。

## 反應

### 敘利亞
敘利亞反對派和革命力量全國聯盟主席哈迪·巴赫拉於2024年12月8日宣告巴沙爾·阿薩德政權垮台。
作為推翻阿薩德的主要力量，沙姆解放組織在他逃亡後宣稱敘利亞已「解放」。他們通過社交媒體發佈聲明，表示「黑暗時期」已結束，承諾打造一個「新的敘利亞」，在這裡「人人和平生活，正義得以實現」。他們特別對逃亡及曾被囚禁的政治犯發出回歸的邀請。
大馬士革的公眾在具象徵意義的倭馬亞廣場慶祝，這裡是政府權力的象徵，坐落著敘利亞國防部和敘利亞軍隊總部。人們圍繞著被拋棄的軍用裝備歡慶，社交媒體上充滿這些慶祝的影像，包括音樂和群眾遊行。在這些變動中，國防部官員據報已經撤離總部。
民眾前往原本屬於阿薩德的總統官邸參觀，並拿走裡面的奢侈品。
敘利亞難民聚集在土耳其的安塔基亞亚伊拉达厄、雷伊漢勒（Cilvegözü）及黎巴嫩的馬斯納邊境檢查站，準備回到故鄉。土耳其隨後陸續重新開放東南部與敘利亞接壤的過境口岸。
至少6人在鸣枪庆祝中丧生。

### 國際

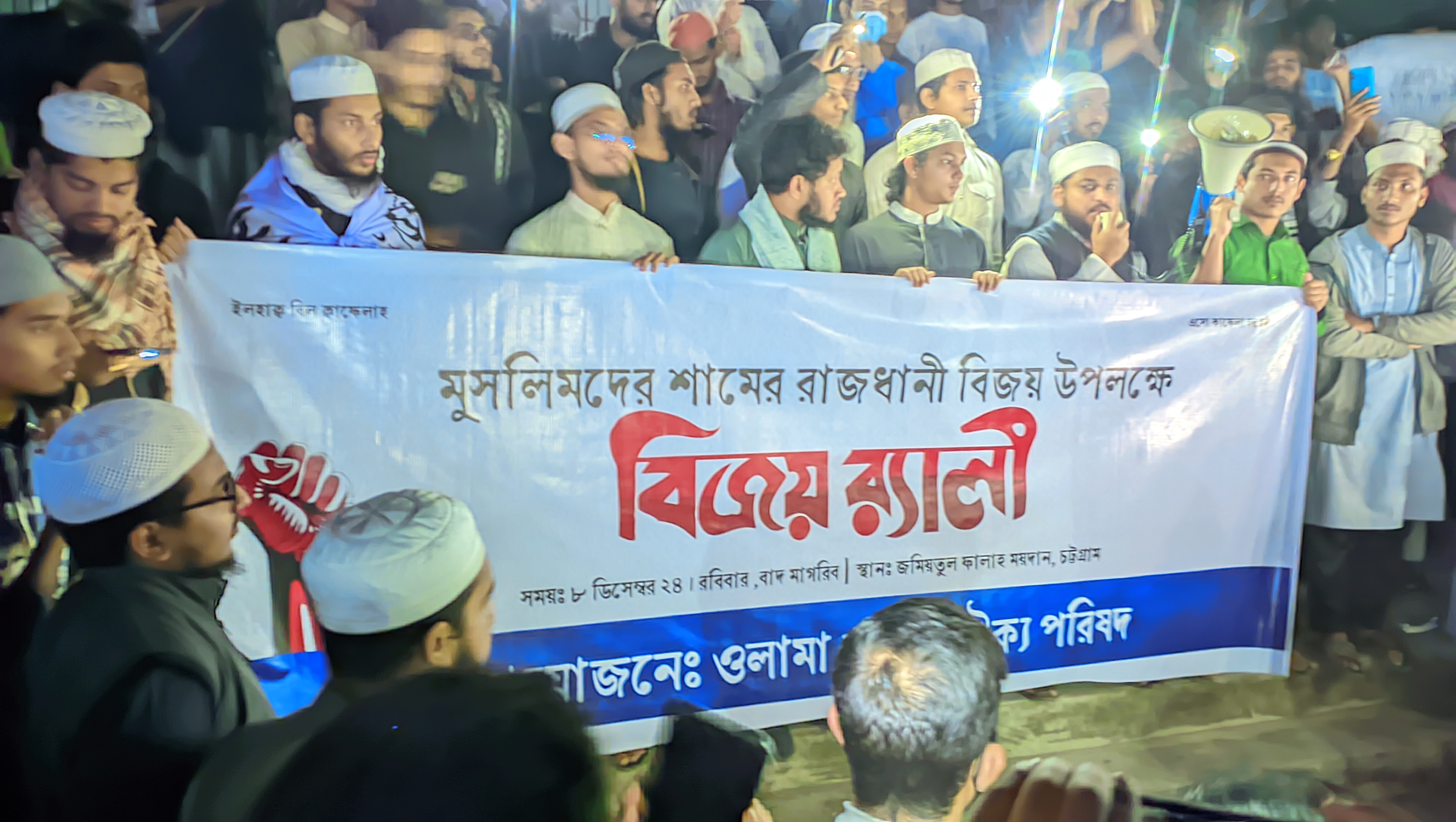
孟加拉国吉大港市舉行慶祝阿薩德垮台的活動

反對派迅速推進引發國際社會的廣泛關注。美國拜登政府的官員開始考慮阿薩德政權可能在幾天內垮台。土耳其總統雷傑普·塔伊普·埃爾多安對於敘利亞在經過十三年的戰亂後能夠迎來和平與穩定表示期待。以色列軍方密切關注事態發展，重點在於伊朗的動向，並支持聯合國部隊對抗武裝團體的攻勢。卡塔爾外交部長謝赫穆罕默德·本·阿卜杜勒拉赫曼·阿勒薩尼批評阿薩德在戰爭期間未能在相對平靜的時段解決社會、經濟和政治問題。談及敘利亞政府的現狀時，他強調建立新政治過程以及與新敘利亞政府開展外交的重要性。
大馬士革失守後，黎巴嫩北部的的黎波里和阿卡爾區，以及多數由反對真主黨及阿薩德政權的遜尼派穆斯林居住的巴爾埃利亞斯，成百上千的人走上街頭慶祝。位於哈勒巴的敘利亞復興黨辦公室遭到衝擊，阿薩德的肖像被扔出來並被踩踏。
阿萨德政权垮台后，敘利亞駐希臘、土耳其、馬來西亞、俄羅斯等國的大使館和驻欧盟布鲁塞尔的代表处亦陸續更換為叙利亚反对派使用的国旗。其中，在马来西亚的叙利亚人民来到叙利亚驻马来西亚大使馆外，将復興黨政權使用的國旗换成反对派使用的綠白黑旗，庆祝改朝换代。旅居馬來西亞的叙利亚人随后进入大使馆内分享食物，以及通过祈祷的方式来表达他们的感恩。

#### 政府及國際組織
- 阿富汗伊斯兰酋长国：塔利班政府表示“阿富汗祝贺叙利亚解放运动的领导层和人民取得的最新进展，这些进展已消除了导致冲突和不稳定的关键因素。”阿富汗外交部還稱“首都大马士革已在“沙姆解放组织”领导下被叙利亚人民控制，我们希望革命的剩余阶段能够得到有效管理，以建立一个和平、统一和稳定的治理体系。”[65]
- 土耳其：土耳其外交部长费丹在多哈的新闻发布会上说，“叙利亚已经到了由叙利亚人民塑造自己国家未来的阶段，今天就有了希望。叙利亚人民不能独自做到这一点。土耳其重视叙利亚的领土完整。必须建立一个包容性的新叙利亚政府，不应有报复的欲望。土耳其呼吁所有参与者谨慎行事，保持警惕。绝不能让恐怖组织趁火打劫。反对派组织必须团结起来。我们将为叙利亚的稳定和安全而努力。”他还表示，“新的叙利亚不应该对邻国构成威胁，而应该消除威胁。被取缔的库尔德工人党的任何扩张都不能被视为叙利亚的合法对手。”[65]
- 美国：美國總統喬·拜登表示阿薩德政權垮台是「基本的正義之舉」，乃「為敘利亞重建美好將來的歷史機遇」。美國候任總統唐納德·特朗普發聲明指受在烏克蘭的戰事所困擾的俄羅斯「已經不再願意繼續保護阿薩德」。[66]
- 英国：英國首相施紀賢發表聲明，指英國歡迎阿薩德「殘暴」政權垮台，並呼籲各方保護平民及少數民族，確保必要物資能在短期內抵達有需要人士手中。[67]
- 波蘭：波蘭總理當奴·圖斯克發表聲明，指阿薩德政權垮台證明了「即使是最殘酷的政權也可能垮台，俄羅斯及其盟友也可能被擊敗」。[68]
- 乌克兰：烏克蘭外交部長安德里·西比加表示，阿薩德政權垮台乃獨裁者依賴普京所導致的必然後果，並呼籲穩定局勢。西比加亦表示已預備在將來恢復與敘利亞的關係。[69]
- 中华人民共和国：中國外交部表示正密切關注敘利亞事態發展，並希望敘利亞儘快恢復和平。该國政府亦已經對有意離開敘利亞的公民展開聯絡，又指駐敘利亞大使館仍然維持運作。[66]
- 加拿大：加拿大總理賈斯汀·杜魯多表示，阿薩德政權垮台「終結了十數年的政治打壓，敘利亞可由此開始一個免於恐怖主義和受難的新里程」。他續指加拿大正密切關注這一轉變，又呼籲維持秩序、穩定與維護人權。[70]
- 以色列：以色列國防部長伊斯雷爾·卡茨表示歡迎阿薩德政權垮台，又指其象徵著「對伊朗邪惡軸心的一個重大打擊」。[71]
- 伊朗：伊朗外交部發表聲明，指伊朗尊重敘利亞的統一與主權，又呼籲儘快結束軍事衝突，防止恐怖主義與開展全國對話，並表示會繼續與敘利亞維持友好關係。[66]伊朗最高领导人阿里·哈梅内伊指责美国和以色列导致巴沙尔·阿萨德倒台。[72]
- 日本：日本外務大臣岩屋毅表示尊重敘利亞人民意願，敘利亞人民必須自行決定國家的前途且國家的前途與中東的和平穩定息息相關。[73]
- 巴勒斯坦：法塔赫的巴勒斯坦自治政府發表聲明，尊重敘利亞人民及其能保障安全及穩定的意願及政治選擇。巴勒斯坦外交部亦正與在敘利亞的巴勒斯坦人取得聯絡並跟進從敘利亞監獄中釋放的巴勒斯坦人的情況。[74]而曾經支持2011年敘利亞革命的哈瑪斯在阿薩德逃亡後發表聲明，“伊斯兰抵抗运动哈马斯祝贺兄弟叙利亚人民成功实现了他们对自由和正义的愿望。”“我们呼吁叙利亚各阶层人民团结起来，加强民族团结，超越过去的痛苦。”[75]
- 葉門：受國際承認的也門政府通訊和資訊技術部部長對敘利亞人民推翻伊朗扶持的政權表示歡迎，支持敘利亞的統一、和平、安全與穩定，又指也門人民「憑藉著智慧和堅定，能夠挫敗伊朗及其扶持的胡塞運動具侵犯其土地、篡改其命運的計劃，正如其在敘利亞和黎巴嫩的失敗例子一樣」。[76]
- 欧洲联盟：歐盟外交與安全政策高級代表卡婭·卡拉斯指阿薩德政權垮台是一個「正面及等待已久的發展」，並展示了支持阿薩德的俄羅斯和伊朗的弱點。[77]
- 联合国：聯合國秘書長古特雷斯表示歡迎阿薩德獨裁政權垮台，並呼籲敘利亞國民重建家園並保護平民。[78]而聯合國敘利亞特使裴凱儒表示阿薩德政權垮台乃敘利亞歷史的分水嶺，並希望對敘利亞和平、和解的願望。[79]